# Levkovîci, Cernihiv
Levkovîci (în ucraineană Левковичі) este localitatea de reședință a comunei Levkovîci din raionul Cernihiv, regiunea Cernihiv, Ucraina.

## Demografie
Componența lingvistică a localității Levkovîci
     Ucraineană (98,42%)
     Rusă (1,27%)
Conform recensământului din 2001, majoritatea populației localității Levkovîci era vorbitoare de ucraineană (98,42%), existând în minoritate și vorbitori de rusă (1,27%).